# Pero trailii
Pero trailii är en fjärilsart som beskrevs av Butler 1881. Pero trailii ingår i släktet Pero och familjen mätare. Inga underarter finns listade i Catalogue of Life.